# 酋长乐队

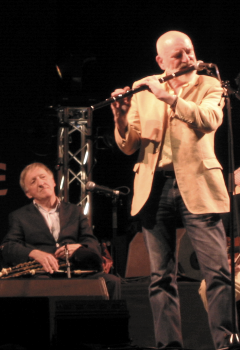
酋长乐队

酋长乐队是一支爱尔兰乐队， 1962年在都柏林成立。樂隊成員以爱尔兰风笛演奏音樂。 該樂隊曾六次获得葛萊美獎。
2021年10月12日，酋长乐队的联合创始人兼隊長去世 ，乐队解散。
2023年4月14日，前酋長樂隊成員最后一次重聚，因為當時美國总统乔·拜登正訪問愛爾蘭。樂隊成員特地為了表演給拜登看而重聚。 